# Heartcatch 光之美少女！
《Heart Catch光之美少女！》是由東堂泉（東堂いづみ）所創作的魔法少女動畫作品，為「光之美少女系列」的第七季作品，屬第五代光之美少女。於2010年2月7日起於ABC、朝日電視台播出。海外方面，台灣與香港則以「甜蜜天使」的名義代理，分別於2012年5月25日與2013年1月8日播出。

## 故事簡介
花咲蕾是一個愛好花朵的國二轉學生。隨著父母搬家來到「希望花市」的途中，夢到月光天使與暗之美少女交戰於一棵大樹下並看到兩隻精靈。蕾放學後遇到夢裡的精靈，夢裡的精靈要求她成為傳說中的戰士「甜蜜天使」保護心之大樹。然而不明的敵人出現，並奪取班上同學來海繪里香的「心靈之花」，唯有變身為光之美少女與敵人作戰才能化解危機！所幸蕾在精靈的幫助下成為「甜蜜天使」成功擊退敵人，她與繪里香一起決心變身甜蜜天使來成對抗敵人，還要一路收集光之種子來復甦心之大樹。

## 登場人物

### 光之美少女
變身咒語為「甜蜜天使&nbsp敞開心靈」。
團體口號為。
花咲蕾／花蕾天使
配音：水樹奈奈（日本）；楊凱凱（動畫版、DX2-DX3、ALL STARS F）、李珮嘉（台灣）；劉惠雲（TVB）、吳茵（ViuTV、All STARS F）（香港）
形象顏色：  粉红色
本作主角之一，14歲，從鎌倉轉學至私立明堂學園國中部的二年二班。個性含蓄，非常喜歡花。和父母親及祖母經營「花咲花店」。起初只打算加入學校園藝社，但因為繪里香改造自己的造型也解開她內向的性格，而被說服同時加入時尚社擔任副社長。夢想是當植物學家把全世界的沙漠變成花園。擅長花語、諺語和古文。為了拿回被莎索莉娜給奪走的繪里香的心靈，所以挺起勇氣借助希普蕾得到光之種子變身成花蕾天使。心靈之花為「櫻花」。
變身口號為「在遼闊大地上盛開的花朵，花蕾天使！」。
戰鬥台詞是「我已經忍無可忍了！」。
必殺技
光之美少女 粉紅強力音波
用「花蕾魔法棒」釋放出一個粉紅色的花苞衝向前方，擊中敵人後綻放成櫻花並使之淨化。
一般技
花蕾天使 陣風
單手畫出圓圈，再向前釋放出無數的櫻花花瓣，擊倒敵人。
花蕾天使 花朵風暴
身體不停旋轉引起夾帶著櫻花的龍捲風。
花蕾天使 衝擊
把粉紅色的能量光波集中在手上，掌擊震飛敵人。
花蕾天使 螺旋拳
將心靈之花的能量注入於拳中，再把螺旋狀的能量釋放出來。
花蕾天使 全身拳
以全身重力衝撞敵人。
花蕾天使 屁股拳
以屁股衝撞敵人。
花蕾天使 射擊
用手釋放出無數的粉紅色光彈，擊倒敵人。
來海繪里香／海洋天使
配音：水澤史繪（日本）；林美秀（台灣）；張頌欣（香港）
形象顏色：  藍色
本作主角之一，13歲，私立明堂學園國中部二年二班的學生。個性活潑，愛多管閒事，非常喜歡時裝。和父、母親及姊姊經營名為「精靈淚滴」（Fairy Drop）的流行服飾店，緊鄰花咲家的鄰居。因喜歡追求流行，所以在校內成立時尚社，前幾集裡都可以看到她和蕾在招募部員。過去的夢想是當模特兒，但對姐姐早一步實現夢想與優秀感到自卑，但自從與蕾相遇，開始決定成為使女性更漂亮的造型設計師。
想要與蕾一樣保護大家心靈的意志，所以借助可芙蕾得到光之種子變身成海洋天使。代表花為「水色雛菊」，心靈之花為「白色仙客來」。
變身口號為「在海風之中搖曳生姿的花朵，海洋天使！」。
戰鬥台詞是「就算我的心比海寬，也已經忍耐到極限了！」。
必殺技
光之美少女 水藍強力音波
用「海洋魔法棒」（Marine Tact）釋放出一個水藍色的花苞衝向前方，擊中敵人後綻放成雛菊並使之淨化。
一般技
海洋天使 射擊
單用畫出圓圈，向前釋放出無數的水色水珠，擊倒敵人。
海洋天使 衝擊
用單手發出水藍色的光波，擊倒敵人。
海洋天使 俯衝
在極高空中俯衝產生衝擊波，以此踢擊敵人。
海洋天使 爆發
以自身為中心把能量爆發來擊飛一眾敵人的單人爆發技。
光之美少女 額頭拳
將重力集中額頭衝撞敵人。
明堂院樹／陽光天使
配音：桑島法子（日本）；傅其慧（台灣）；黃昕瑜（香港）
形象顏色：  金色（  黄色）
本作主角之一，14歲，私立明堂學園國中部二年級，擔任學生會長（於第40話卸任）。文武兩道並強、長相俊美，受蕾的景仰與許多學生的愛慕。雖然是女性，但為代替體弱多病的哥哥繼承家業，平時作男裝打扮。私下喜歡可愛的東西，也在中途接受加入時尚社。為了拯救困在煩惱的兄長和危機中的蕾與繪里香，借助波普莉得到光之種子變身成陽光天使。代表花為「向日葵」，心靈之花為「牡丹」。
可能是因為平時經常在自家的道場裏修習家族祖傳武術——「明堂院流古武道」的緣故也擁有與月光天使月影百合不分伯仲的高強戰鬥能力，也同樣未變身時就可以跟敵幹部開打。
變身口號為「沐浴在燦爛陽光之中的花朵，陽光天使！」。
戰鬥台詞是「這心中的黑暗，用我的光照亮四方吧！」。
必殺技
光之美少女 黃金強力爆發（Pretty Cure Gold Forte Burst）
第24集登场。藉由「閃耀鈴鼓（Shiny Tambourine）」釋放無數閃亮的花朵，追擊敵人後集結成一向日葵使之淨化，或停止敵人的移動能力。
光之美少女 花能超強音波（Pretty Cure Floral Power Fortissimo）
藉由「閃耀鈴鼓」釋放出代表極強的「ff」形光能，使自己環繞著強力的金黃色光芒來格鬥。
一般技
向日葵 護盾（Sunflower Aegis）
以手環釋放出向日葵形的光盾抵擋或反彈敵人的攻擊，並吸收陽光射飛敵人。此招式的缺點是只能防禦正前方的攻擊。
向日葵 防護罩（Sunflower Protection）
以地面圍繞720°弧形護罩抵擋攻擊。
陽光天使 閃光（Sunshine Flash）
單手用畫出圓圈，向前釋放出無數的金色閃光，擊倒敵人。
陽光天使 爆發（Sunshine Dynamite）
以自身為中心把能量爆發來擊飛一眾敵人的單人爆發技，目前僅於薰子的夢境出現。
向日葵 護盾衝擊（Sunflower Aegis Impact）
以手環釋放出向日葵形的光盾再加光波。
陽光天使 衝擊（Sunshine Impact）
在「向日葵 護盾」使出同時在其上射出強烈激光，擊倒敵人。
月影百合／月光天使
配音：久川綾（日本）；林沛笭（台灣）；鄭麗麗（香港）
形象顏色：  銀色（  紫色）
本作主角之一，17歲，私立明堂學園高中部二年級，是桃香同班的摯友，幫忙其工作缺席時的上課筆記。成績在全學年名列前茅，真實身分是薩巴酷博士的亲生女儿。代表花為「玫瑰」，心靈之花為「百合」。
性格冷僻。未變身時已有高強的戰鬥能力，真正的個性是內容豐富且成熟。
三年前父親為了去尋找心之大樹到法國而失蹤，所以跟母親一起居注。後來在搭檔可隆的安慰與鼓勵下振作起來並且接受他的光之種子變身成「光之美少女 月光天使」連續多次跟沙漠使徒中戰鬥，起初在戰鬥之中因為自己知曉要守護許多人心靈之花來達成使命，因此打算要孤軍奮戰也不希望有任何人受到傷害之下來決定獨自承擔一切，再加上，當自己知道傳說中的光之美少女「花朵天使」曾靠自己一人擊退沙漠之王杜恩的事蹟時，在可隆勸說是否要增加更多新生的光之美少女時就否定逐漸認為只要靠自己一人就可以戰勝杜恩。
故事開始時為了保護心之大樹孤注一擲而與暗之美少女戰鬥中，但是因為不敵對方加上目睹可隆為了保護自己承受暗之美少女的攻擊而犧牲，所以在失去可隆的情況下被打敗，加上為了使新生妖精希普蕾與可芙蕾逃脫犧牲自己的變身種子來擋住暗之美少女的攻擊而失蹤（實際上自己是受到傳說中的光之美少女「花朵天使」的精靈搭檔可貝所救），因此無法重複給予變身用的光之種子成為月光天使繼續戰鬥，後來在戰鬥中造成的心理影響下一度對成為光之美少女「花蕾天使」與「海洋天使」的蕾與繪里香的態度消極、不願參戰協助。後來在33話中藉由心之大樹與心靈之壺的力量下跟雖然已故卻化為靈魂的的可隆碰面，並且在可隆的安慰下再次請求心之大樹成功修復變身種子，34話復甦為月光天使跟暗之美少女的戰鬥中成功打敗對方。最後在第48話中打敗暗之美少女後拿回另一半變身種子並將其完全修復，在父親薩巴酷博士為了保護自己喪命於杜恩的能量彈下感到絕望，最後在蕾的鼓勵下再次振作起來並且恢復以往的個性。
其光之種子在跟暗之美少女的戰鬥中被摧毀碎成兩半，隨身攜帶的半枚碎片也能夠暫時產生防護罩。不過在劇場版中種子依然藉由心之大樹與心靈之壺的力量足以修復。
變身口號為「在月光中閃耀的花朵，月光天使！」。
戰鬥台詞是「直到所有的心圓滿為止，我要戰鬥下去！」。
必殺技
光之美少女 銀白超強音波（Pretty Cure Silver Fortewave）
用「月光魔法棒（Moon Tact）」釋放出一個銀白色的花苞衝向前方，擊中敵人後綻放成玫瑰並使之淨化。
光之美少女 花能超強音波（Pretty Cure Floral Power Fortissimo）
藉由「月光魔法棒」釋放出代表極強的「ff」形光能，使自己環繞著強力的淡紫色光芒來格鬥。
一般技
月光天使 反射（Moonlight Reflection）
用雙手釋放出雷射光芒，將敵人的攻擊反射回去。
月光天使 銀白衝擊（Moonlight Silver Impact）
用單手發出銀白色的光波，擊倒敵人。
- 合體一般技

光之美少女 雙重射擊（Pretty Cure Double Shoot）
雙人各自用手釋放出光芒射擊敵人。
雙重光之美少女拳擊（Double Pretty Cure Punch）
雙人各自用手出拳攻擊敵人。
光之美少女 雙重拳擊（Pretty Cure Double Punch）
雙人由空中俯衝而下各自用手出拳攻擊敵人。
光之美少女 聖誕節大衝擊（Pretty Cure Christmas Impact）
雙人用手畫出一個巨大的心形光彈攻擊敵人。
光之美少女 雙重大衝擊（Pretty Cure Double Impact）
雙人同時揮拳射出衝擊波震飛敵人。
光之美少女 大爆發（Pretty Cure Dynamite）
雙人彼此挽住一支手，一自我為中心產生大規模的爆炸，撞飛敵人。
光之美少女 大衝擊（Pretty Cure Impact）
三人把能量光波集中在手上，掌擊震飛敵人。
- 合體技

光之美少女 花能超強音波（Pretty Cure Floral Power Fortissimo）
任兩人將心意投入花朵魔法棒（Flower Tact）中，兩人畫出共二個「f」，於光球中飛速結合成心形，擊穿敵人奪取心靈，爆炸後再綻放成花淨化敵人并同時喊出「Heartcatch！」（香港譯為「撼動心靈！」）。月光天使與陽光天使能獨自使用此招式。
光之美少女 閃耀超強音波（Pretty Cure Shining Fortissimo）
「花能超強音波」的進化版本。陽光天使將「黃金強力爆發」集合成光球，再以「花能超強音波」穿越光球化為金色光芒，擊倒敵人并同時喊出「Heartcatch！」（香港譯為「撼動心靈！」）。於第38話中月光天使與陽光天使曾經合力使用此招式對抗沙漠惡魔。兩人畫出共二個「f」，於光球中飛速結合成心形，然後花蕾天使與海洋天使使用「花能超強音波」，兩個心形同時擊穿沙漠惡魔奪取心靈然後爆炸。
光之美少女 撼心交響曲（Pretty Cure Heartcatch Orchestra） （香港譯為「撼動心靈交響曲」）
全體變身為超級幻影（Super Silhouette）後，以「撼心幻影鏡」（Heartcatch Mirage）集合力量，先綻放出心之花神，再以光之美少女們指揮花朵魔法棒和拍奏閃耀鈴鼓，並帶著心之花神及花瓣衝向前方飛行，月光天使先開始用手開始讓心之花神綻放，接著陽光天使用手讓心之花神出手，之後海洋天使用雙手讓心之花神集中拳力，再讓花蕾天使集中手力讓心之花神出拳，最後是擊中敵人後綻放櫻花、雛菊、向日葵和玫瑰並以心之花神手中淨化。
在劇場版中，許多心之花的光芒，跟奧利華的心靈之花龍水晶和種子手電筒集中撼心交響曲時，在宇宙上空的光芒變成大圓盤，之後心之花的力量在光芒開始閃耀，使力量變成金色的光芒，讓敵人在心之花盤上停止攻擊，使出拳變成手中擁抱再衝向前方飛行，而綻放的櫻花、雛菊、向日葵和玫瑰變成金花色擊中敵人後，並心之女神手中祈禱擁抱淨化。
光之美少女 重力拳擊 （Pretty Cure Fist Punch）（香港譯為「光之美少女 拳頭衝擊波」）
最後一集中，全體合為一體，變身為無限幻影（Infinity Silhouette）。幻化為身穿巨大淨白禮服的光之美少女，帶著花瓣飛行，以拳頭重擊淨化敵人。

### 心之大樹
配音：鶴弘美（日本）；林美秀（台灣）；余欣沛（香港）
心之大樹給予人類心靈之花力量與支持，守護心之大樹是光之美少女的使命。沙漠使徒想藉着使樹枯萎、人心衰落，稱霸世界。由於月光天使孤注一擲，所以心之大樹並未因此枯萎，而使花朵枯萎凋落。現在必須經過光之美少女努力收集心靈種子使心之大樹再次綻放花朵。在最後被杜恩親手枯萎但藉着光之美少女收集的心靈種子而重生。
希普蕾（Shypre）
配音：川田妙子（日本）；林美秀（台灣）；成瑤孆（香港）
形象顏色：  粉红色
心之大樹的精靈，選蕾為夥伴，蕾可從她得到「光之種子」變身成花蕾天使。性格較內向禮貌，像姐姐般勸戒着蕾。可在花蕾天使肩上變成可以飛翔的披風。語尾習慣說「！」。
其名字源自于法語“西普香水”（一種可能原产於塞浦路斯的香水）。
可芙蕾（Coffret）
配音：熊井統子（日本）；林沛笭（台灣）；陳皓宜（香港）
形象顏色：  天空色
心之大樹的精靈，選繪里香為夥伴，繪里香從他得到「光之種子」變身成海洋天使。個性男孩子氣、愛現，像弟弟般與繪里香玩耍。可在海洋天使肩上變成可以飛翔的披風。語尾習慣說「！」。
其名字源自于法語“珠寶盒”。
波普莉（Potpourri）
配音：菊池心（日本）；楊凱凱（台灣）；何璐怡（香港）
形象顏色：  黄色（  金色）
故事中期誕生於心之大樹的金色嬰兒精靈，主動來到人間尋找搭檔，後來要求樹成為其夥伴。樹可從她得到「光之種子」變身成陽光天使，自己也可以釋放出向日葵形的光盾，同時可以強化陽光天使的「向日葵 護盾（Sunflower Aegis）」及「陽光天使 衝擊（Sunshine Impact）」技能。雖然是樹的夥伴，但因為樹的家不能飼養寵物的關係而需要在蕾的家與蕾和希普蕾一起居住。擁有「守護的力量」，能將整個心之大樹給包覆住。可在陽光天使肩上變成可以飛翔的披風。另外她身上存放着一顆橙色的種子，為打開光之美少女城堡的鑰匙。光之美少女通過「撼心幻影鏡（Heartcatch Mirage）」的考驗後種子改變外觀讓她們獲得撼心幻影鏡，而且將種子放入撼心幻影鏡後可以發動其力量。語尾習慣說「！」。
其名字源自于法語“百花香”（指能散發香味的乾燥花瓣和香料混合物）。
可隆（Cologne）
配音：石田彰（日本）；陳彥鈞（台灣）；周倚天（香港）
形象顏色：  紫色（  銀色）
心之大樹的已故精靈，選百合為夥伴。原先百合從他得到「光之種子」變身成月光天使來幫她走出失去父親的痛苦，但在戰鬥中為了保護百合承受暗之美少女的攻擊而犧牲，即使本體不在但是靈魂長存於心之大樹一直守護着百合。曾經勸說百合要增加新的光之美少女來對抗敵人，雖然如此月光天使依然可以自行在其肩上變出可以飛翔的披風。
其名字源自于法語“古龍水”（一種男士用香水）。
可貝（Coupé）
配音：堀內賢雄（日本）；黃啟昌（香港）
形象顏色：  緑色
傳說中的精靈，平時處於薰子工作的植物園。雖然不說任何話，不過總是注意着蕾與蕾的朋友。過去是傳說中花朵天使的伙伴，希普蕾、可芙蕾和波普莉都非常仰慕他。
擁有化為人型的能力，以蕾祖父的型態於光之美少女們九死一生時現身出手相救，也可以跟暗之美少女（黑暗天使）批敵，身手非常敏捷。起先蕾等人並不知情，後來在尋找秘器「撼心幻影鏡」（Heartcatch Mirage）時試探光之美少女們的實力，被打敗而露出原型。
其名字源自于法語“轎跑車”。

### 沙漠使徒（Desert Apostles）
企圖摧毀心之大樹，令人類的心靈之花全部枯萎，使地球徹底沙漠化的邪惡組織。該組織的總部是位於外太空中一處名為「行星城」的大型移動要塞，另外在地球附近的某星球上設有進攻地球的據點。

#### 首領
沙漠之王杜恩（Dune）
配音：綠川光（日本）；宋昱璁（台灣）；蕭徽勇→李鎮然（第37集起）（香港）
本作主要反派，沙漠使徒的首領，外表看起來像個弱不禁風的少年，但實際上是心狠手辣、喜歡挑釁別人的來自外星的不明支配者，向薩巴酷發出命令。曾經和花朵天使對戰最後敗北。奪回力量後，親手把心之大樹枯萎，並把大量沙漠惡魔發射向地球。最後被光之美少女們以無限幻影（Infinity Silhouette）淨化之後對著花咲蕾露出笑容並死去，化為灰塵消失。
杜恩原意為英文「沙丘」（Dune）。

#### 高層
薩巴酷博士（Professor Sabaku）
配音：楠大典（日本）；陳彥鈞（台灣）；劉奕希（香港）
本作第二反派，沙漠使徒的指揮官，率領三幹部行動，也是暗之美少女的製造者。一直都戴面具。在故事終末時揭發實為月光天使（月影百合）失蹤的父親，月影英明（Tsukikage Hideaki）博士。最後於第48話為保護女兒命喪於杜恩的能量彈下。
薩巴酷原意為日文「沙漠」（さばく）。
暗之美少女（Dark Pretty Cure）
配音：高山南（日本）；傅其慧（台灣）；林芷筠、余欣沛（代配）（香港）
薩巴酷博士的左右手。幫助薩巴酷博士摧毀心之大樹。金黃色的右眼能產生強力衝擊波，能力強大，足以破解光之美少女們的變身。故事開始時與月光天使交戰得勝，並得到她消失後留下的半枚變身種子，與月光天使像是光與影一般相對。後來得到強化，令雙眼都能產生強力衝擊波。實際上是薩巴酷博士以研究心之大樹得到的技術與月影百合的基因所製造，為百合的親妹。最後於第47話被月光天使以「光之美少女 花能超強音波」擊敗，并於第48話中躺倒在月影英明博士的懷抱中死去。
必殺技
黑暗強力音波（Dark Fortewave）
用「黑暗魔法棒」（Dark Tact）釋放出暗紅色的光能，直接攻擊對方或釋放出一個暗紅色的花苞衝向前方。
暗之美少女 黑暗超強音波（Pretty Cure Dark Power Fortissimo）
藉由「黑暗魔法棒」釋放出代表極強的「ff」形光能，使自己環繞著強力的暗紅色光芒來格鬥。
沙羅曼達男爵（Baron Salamander）
配音：藤原啟治（日本）；陳彥鈞（台灣）；關令翹（香港）
於劇場版登場。 另見電影版：超級時尚秀在花之都...真的嗎！？

#### 三幹部
莎索莉娜（Sasorina）
配音：高乃麗（日本）；傅其慧（台灣）；陳琴雲（香港）
三幹部之一，個性直率，要光之美少女們認真戰鬥。擅長用恰似尾巴的頭髮來攻擊。心靈之花是豬牙花。
最後於第40話被全體光之美少女以「光之美少女 撼心交響曲」淨化擊敗，并於第49話中重生成為一名幼兒園老師，出現在第41話中的幼稚園裏面。
名稱源自於日文「蝎子」。
古蒙察奇（Kumojacky）
配音：竹本英史（日本）；陳彥鈞（台灣）；李凱傑（香港）
三幹部之一，操著一口土佐方言，是個熱血的武鬥男子。經常編想自己的新必殺技。心靈之花是鋸草。
最後於第46話被海洋天使以「光之美少女 水藍強力音波」淨化擊敗，并於第49話中重生成為一名武術修習者，來到明堂院樹的道場修習武術。
名稱源自於日文「蜘蛛」。
寇布拉查（Cobraja）
配音：野島裕史（日本）；宋昱璁（台灣）；李震權（香港）
三幹部之一，常自我陶醉，認為自己是宇宙第一美男子，喜好於常人面前展現自己的魅力，總是喜歡在說話時突然插入外語詞彙與句子（主要是法語，但也有一些是英語）。心靈之花是玫瑰。
最後於第46話被陽光天使以「光之美少女 黃金強力爆發」淨化擊敗，并於第49話中重生成為一名裁縫。
名稱源自於英文「眼鏡蛇」。
在故事後期揭露，實際上三幹部是心靈之花枯萎後被杜恩帶來改造的普通人類，對現實世界有著極深的憎恨。

#### 怪物
史納奇（Snackey）
配音：堀井茶渡、岩崎了（日本）
沙漠使徒數量眾多的小囉嘍。外型彷彿像是用黑色布袋做成的人型緊身衣，十分耐打，有各種不同的身形尺寸和個性。如果身體出現破洞，作為體內填充物的沙子會漏出而消亡，但可以重新補充而再生。在劇場版中，出現蝙蝠外型的史納奇，跟隨沙羅曼達男爵，圍成圈後能夠強行召喚出心靈之花。
沙漠異形（Desertrian）
配音：金田朋子（日本）
沙漠使徒所使用的刺客物質。必須將人類枯萎的心靈之花中放入感嘆號狀的水晶。球體部分的水晶沉睡著失去意識的人，棒形的部份放入懷抱著煩惱的心靈之花，可以附著於任何物體上變成有沙漏圖徽的怪物，並不斷說出內心的煩惱。被打敗後枯萎的心靈之花會恢復正常並由光之美少女負責將其重新放回到失去意識的人身上使之蘇醒。故事後期三幹部還可以使用“黑暗手鐲”（Dark Bracelet）對沙漠異形進行力量強化並與其合體直接進行操控，但被打敗後使用者身體會承受極大傷害，甚至喪命。
當沙漠異形被淨化並且恢復人型後，會將成為沙漠異形的事情誤認為是作夢，但是卻也會清楚記得在與光之美少女交戰時所被給予的建議和勸告。
名字源自于英文「沙漠」的變體。
| 集數  | 心靈之花枯萎的人     | 心靈之花枯萎的原因                         | 附著物體           | 召喚對象           |
| ----- | -------------------- | ------------------------------------------ | ------------------ | ------------------ |
| 1-2   | 來海繪里香           | 繪里香對她姐姐的嫉妒                       | 丟失的娃娃         | 莎索莉娜           |
| 3     | 上島沙耶香           | 上島沙耶香對足球隊的性別歧視感到苦惱       | 上島沙耶香的足球   | 莎索莉娜           |
| 4     | 未知                 | 未知                                       | 街道清潔工         | 古蒙察奇           |
| 4     | 小笠原真央           | 小笠原真央對熊澤步美的自卑感               | 壓路機的滾筒       | 古蒙察奇           |
| 5     | 三浦明良             | 三浦明良對父親夢想的矛盾感情               | 拉麵               | 寇布拉查           |
| 6     | 多田佳苗             | 多田佳苗對她對攝影的熱情的懷疑             | 多田佳苗的相機     | 莎索莉娜           |
| 7     | 明堂院愛樹           | 明堂院愛樹對自己身份的苦惱                 | 銅像               | 寇布拉查           |
| 8     | 來海桃香             | 來海桃香的願望是正常的                     | 化妝套裝           | 古蒙察奇           |
| 9     | 小畑                 | 小畑對另一個未來的願望                     | 手機               | 寇布拉查           |
| 11    | 酒井義人             | 哥哥對功夫失去信心時，酒井義人的苦惱       | 雙截棍             | 古蒙察奇           |
| 12    | 柴田里莎             | 柴田里莎害怕失去利岡優斗的愛               | 河                 | 寇布拉查           |
| 14    | 志久奈奈美           | 志久奈奈美對妹妹的責任                     | 掃地工具           | 莎索莉娜           |
| 15    | 博人                 | 博人希望成為明堂院道場候選人               | 明堂院道場的條幅   | 古蒙察奇           |
| 16    | 高岸梓               | 高岸梓無法成為戲劇社的公正領袖             | 劇院燈             | 寇布拉查           |
| 17    | 原野正弘             | 原野正弘希望得到父親和祖父的認可           | 抹刀               | 莎索莉娜           |
| 18    | 番健次               | 番健次害怕他的母親不接受他作為漫畫家的夢想 | 墨水瓶             | 古蒙察奇           |
| 19    | 堀內亞紀             | 堀內亞紀對離開父親結婚的沮喪               | 稻草人             | 寇布拉查           |
| 20    | 卡琳·月雪            | 卡琳·月雪對桃香的怨恨                      | 人體模型           | 莎索莉娜           |
| 21    | 鶴崎老師             | 鶴崎老師因恐懼症而害怕成為不可接受的老師   | 波普莉的偽裝       | 寇布拉查           |
| 22    | 水島綾               | 水島綾懷疑自己的園藝能力                   | 苦瓜               | 古蒙察奇           |
| 23-24 | 明堂院皋             | 明堂院皋對即將進行的手術的恐懼             | 輪椅               | 莎索莉娜           |
| 26    | 澤井直美             | 澤井直美對明堂院愛樹的欽佩                 | 熱水瓶             | 古蒙察奇           |
| 27    | 中野美鶴             | 中野美鶴對花小蜜的愛                       | 音樂盒             | 莎索莉娜           |
| 28    | 不喜歡暑假作業的學生 | 學生們不喜歡暑假作業                       | 鉛筆/橡皮擦/筆記本 | 寇布拉查           |
| 28    | 不喜歡暑假作業的學生 | 前者的沙漠異形的融合                       | 學校用品           | 寇布拉查           |
| 29    | 林勇氣               | 林勇氣因為沒有完成他的自行車挑戰而感到內疚 | 自行車             | 古蒙察奇           |
| 30    | 遙的母親             | 女兒離家出走後，遙的母親的苦惱             | 電線桿             | 寇布拉查           |
| 31    | 未知                 | 未知                                       | 移動式起重機       | 莎索莉娜           |
| 31    | 才谷秀雄             | 才谷秀雄嫉妒百合的考試成績                 | 筆記本電腦         | 莎索莉娜           |
| 35    | 杉山剛               | 杉山剛害怕在學園祭前不能及時完成他的電影   | 錄像機             | 古蒙察奇           |
| 36    | 池田彩和工藤真由     | 池田彩和工藤真由的怯場                     | 麥克風和音樂盒     | 寇布拉查           |
| 40    | 未知                 | 未知                                       | 郵箱               | 莎索莉娜           |
| 40    | 佐藤                 | 佐藤因為自私而想當學生會長的尷尬           | 明堂學園           | 莎索莉娜           |
| 41    | 佐藤紀子             | 佐藤紀子無法嚴格要求她的學生               | 怪獸布偶           | 古蒙察奇           |
| 42    | 隼人                 | 隼人對百合的愛                             | 情書               | 寇布拉查           |
| 43    | 霞                   | 霞相信她的小妹妹偷走了她父母的注意力       | 古蒙察奇的劍       | 古蒙察奇           |
| 44    | 未知                 | 一個年輕人羨慕其他人在聖誕節聚在一起       | 雪人               | 古蒙察奇和寇布拉查 |

沙漠惡魔（Desert Devil）
配音：星野貴紀（日本）
由杜恩所在的所射出的沙漠種子演變而成的巨大怪物，擁有再生及將行星沙漠化的能力，其射線能夠將萬物枯萎、沙化。被打敗後化為灰塵消失。

### 主角的家人

#### 花咲家
花咲薰子／花朵天使（Hanasaki Kaoruko／Cure Flower）
配音：坂本千夏（日本）；傅其慧（台灣）；陸惠玲（香港）
形象顏色：  白色（  粉红色）
67歲，蕾的奶奶，舊姓五代。非常有名的植物學家，現為植物園園長。過去是傳說中最強的戰士──花朵天使（Cure Flower），因此知道主角們是光之美少女。曾經藉著奇蹟的力量變身成花朵天使幫助主角等人。她所佩帶的紅寶石頸鍊保存了沙漠之王杜恩過去被封印的力量，然而後來卻被他破碎而奪回力量。體魄強健，有日本空手道史上最年輕冠軍的紀錄。
為了達成小女孩的心願且保護她，所以用紅寶石頸鍊與可貝合作，再次變身成花朵天使，代表花為「蓮花」，變身口號為「在神聖光輝中閃耀的一朵花，花朵天使！。
一般技
光之美少女 疾風花燭（Pretty Cure Flower Candle）
射飛出一花瓣在敵人下方畫出帶有花朵圖案的圓圈光界，使敵人在上方急速旋轉。
光之美少女 花舞嘉年華（Pretty Cure Flower Carnival）
射飛出的花瓣各生成花蕾，從每朵花中鑽飛出幻影分身，再潛入怪物內部，直接攻擊控制怪物的敵人。
花咲美月（Hanasaki Mizuki）
配音：加藤優子（日本）；林美秀（台灣）；黃玉娟（香港）
42歳，蕾的母親。與蕾同樣配戴眼鏡。過去為知名連鎖花商「Red Florian」職員，故事開始時離職轉而到「希望花市」自己經營花店。於第43集懷孕，生下次女雙葉。
花咲陽一（Hanasaki Youichi）
配音：金光宣明（日本）；宋昱璁（台灣）；陳永信（香港）
蕾的父親，薰子的兒子。曾任職大學植物學教授，現為兼職教授並與妻子兼營花店。
花咲空（Hanasaki Sora）
配音：堀內賢雄（日本）；陳彥鈞（台灣）；黃啟昌（香港）
蕾已故的爺爺，獨居於鎌倉山間的大提琴家。於薰子於山中修練時邂逅。

#### 來海家
來海櫻（Kurumi Sakura）
配音：冰青（日本）；傅其慧（台灣）；黃瑩瑩（香港）
繪里香的母親，流行服飾「仙女下凡」的店主，也是退休的知名模特兒。
來海流之助（Kurumi Ryuunosuke）
配音：遠近孝一（日本）；陳彥鈞（台灣）；朱子聰（香港）
繪里香的父親，著名的世界級攝影師。非常喜歡拍攝家人的照片。
曾在第6集時給繪里香的同學佳苗建議。
來海桃香（Kurumi Momoka）
配音：伊藤靜（日本）；楊凱凱（台灣）；吳羨婷（香港）
17歳，私立明堂學園高中部二年級的學生，繪里香的姐姐。高中生模特兒。經常與妹妹捉弄打鬧。

#### 月影家
月影春菜（Tsukikage Haruna）
配音：佐久間玲（日本）；傅其慧（台灣）；詹健兒（香港）
百合的母親，丈夫失蹤後獨自於車站經營商店以維持家計。
月影英明（Tsukikage Hideaki）
#沙漠使徒（Desert Apostles）参照

#### 明堂院家
明堂院嚴太郎（Myoudouin Gentarou）
配音：中博史（日本）；陳彥鈞（台灣）；林保全（香港）
明堂院的祖父，明堂學園創校人與理事長、明堂院道場宗主。
明堂院椿（Myoudouin Tsubaki）
配音：湯屋敦子（日本）；林沛笭（台灣）；魏惠娥（香港）
明堂院的母親，理事長的親獨生女。
明堂院皋（Myoudouin Satsuki）
配音：前野智昭、久嶋志帆（7歳时）（日本）；宋昱璁（台灣）；林筠翔、黃瑩瑩（7歳时）（香港）
明堂院的兄長，閑靜溫和，原本是不錯的武者，可惜體弱多病而將當主之位轉讓其妹。總是在一邊守護著妹妹。

### 明堂學園
鶴崎老師（Tsurusaki）
配音：牛田裕子（日本）；林沛笭（台灣）；黃麗芳（香港）
26歲，為蕾和繪里香的班導暨國文老師，用愛來教導學生。對於沒有男性喜歡她的個性而煩惱，作為教師不敢表露害怕妖怪之性格。
理科老師
配音：小嶋一成（日本）
為蕾和繪里香的理科老師。
澤井直美（Sawai Naomi）
配音：植岡由紀子（日本）；林沛笭（台灣）；余欣沛（香港）
明堂學園國中部二年二班學生，在繪里香勸誘下加入時尚社。會長的愛慕者，對明堂院入社感到十分害羞。
黑田留美子（Kuroda Rumiko）
配音：足立友（日本）；林美秀（台灣）；羅孔柔（香港）
明堂學園國中部二年二班學生，在繪里香勸誘下加入時尚社。性格狡猾外向。
佐久間淑子（Sakuma Toshiko）
配音：吉田聖子（日本）；傅其慧（台灣）；何寶珊（香港）
明堂學園國中部二年二班學生，在繪里香勸誘下加入時尚社，暱稱「TOCCO」。性格直爽。
志久奈奈美（Shiku Nanami）
配音：藤井幸代（日本）；林美秀（台灣）；凌晞（香港）
明堂學園國中部二年二班學生，也是會長的愛慕者。因母親早逝代母職包辦家計而疏於課外活動，最後中途加入時尚社。
大塚達也
配音：水谷直樹（日本）；張裕東（香港）
明堂學園國中部二年二班學生。
多田佳苗（Tada Kanae）
配音：小島幸子（日本）；林沛笭（台灣）；吳羨婷（香港）
明堂學園國中部二年二班學生，喜好拍攝爆炸性新聞供人流傳，現在以光之美少女為攻略目標。

#### 其他學生
上島沙耶香（Ueshima Sayaka）
配音：渡邊明乃（日本）；林沛笭（台灣）；黃淑芬（香港）
明堂學園國中部一年級，曾經要求加入男子足球部被拒，自行成立了女子足球部。心靈之花為聖誕紅，代表的花語是燃燒的心。
小笠原真央（Ogasawara Mao）
配音：久嶋志帆（日本）；傅其慧（台灣）；魏惠娥（香港）
繪里香的朋友，所屬社團為網球部。
熊澤步美
配音：足立友（日本）；林沛笭（台灣）；羅孔柔（香港）
所屬社團為網球部，真央的雙打夥伴。
西原大輝
配音：小野大輔（日本）；李震權（香港）
三浦明良（Miura Akira）
配音：木內玲子（日本）；傅其慧（台灣）；巫哲棋（香港）
明堂學園國中部二年二班，所屬社團為棒球部，家中經營拉麵店。心靈之花為鼠尾草，代表的花語是勇氣。
高岸梓（Takagishi Azusa）
配音：折笠富美子（日本）；傅其慧（台灣）；魏惠娥（香港）
繪里香的朋友，戲劇部部長。與時尚部有往來。
酒井正人
配音：長澤美樹（日本）；林沛笭（台灣）；鄧港文（香港）
明堂學園國中部二年二班，熱愛功夫，時常與弟弟對練。
番健次
配音：置鮎龍太郎（日本）；宋昱璁（台灣）；張裕東（香港）
明堂學園國中部二年二班，擁有與普通中學生不相稱的身高。眼光銳利恐怖，同學間稱呼為番長，本質面惡心善。熱衷及擅於繪畫少女漫畫。
水島亞夜（Mizushima Aya）
配音：白石涼子（日本）；林沛笭（台灣）；黃淑芬（香港）
明堂學園三年級生，園藝部部長。個性非常冒失及愛哭。十分愛護花朵及尊敬薰子。
林勇氣（Hayashi Yuuki）
配音：折笠愛（日本）；林沛笭（台灣）；魏惠娥（香港）
明堂學園國中部二年二班，腳踏車旅遊迷。
才谷秀雄
配音：阪口大助（日本）；宋昱璁（台灣）；黃積權（香港）
明堂學園高中部二年一班學生，學年成績排名第二，對百合具強烈競爭意識。
杉山剛
配音：鈴木真仁（日本）；林美秀（台灣）；張方正（香港）
明堂學園國中部二年級，電影社社員。
池田彩、工藤真由（Ikeda Aya、Kudou Mayu）
配音：池田彩、工藤真由（日本）；傅其慧、林沛笭（台灣）；詹健兒、黃瑩瑩（香港）
明堂學園國中部二年級，輕音樂社雙主唱。

### 其他
明良的父親
配音：松山鷹志（日本）；張錦江（香港）
明良的母親
配音：埴岡由紀子（日本）；曾佩儀（香港）
志久留美（Shiku Rumi）
配音：玉川砂記子（日本）；林沛笭（台灣）；羅孔柔（香港）
志久奈奈美之妹，現讀幼稚園，很依賴姊姊。知道妖精們的存在。
小畑
配音：千葉進步（日本）；陳彥鈞（台灣）；周倚天（香港）
職業為新種植物研究及開發公司之營業員，曾經是花咲陽一任職大學教授時期的學生。
酒井義人
配音：津村真琴（日本）；凌晞（香港）
熱愛功夫，時常與哥哥對練。
利岡優斗（Toshioka Yuuto）
配音：高橋廣樹（日本）；陳彥鈞（台灣）；鍾見麟（香港）
柴田莎（Shibata Risa）
配音：淺田葉子（日本）；林沛笭（台灣）；羅孔柔（香港）
八百屋
配音：大林洋平（日本）；朱子聰（香港）
奈奈美的父親
配音：瀧知史（日本）；鄧志堅（香港）
奈奈美的母親
配音：今井由香（日本）；詹健兒（香港）
博人
配音：小林由美子（日本）；李震權（香港）
前明堂院道場門生，曾因使用非法手段比武被逐出師門。
中野美鶴
配音：園崎未惠（日本）；凌晞（香港）
遙
配音：皆口裕子（日本）；林沛笭（台灣）；凌晞（香港）
留美的同學，因負氣離家出走而認識妖精。
露木香玲
配音：嘉數由美（日本）；羅杏芝（香港）
遙的母親
配音：茂呂田薰（日本）；沈小蘭（香港）
佐藤紀子
配音：浅田葉子（日本）；羅杏芝（香港）
幻影光之美少女
配音：同光之美少女之配音員
撼心幻影鏡對光之美少女們進行最後一個考驗時出現，映照光之美少女們過去的心理，與其「戰鬥」，光之美少女們通過考驗後會合為一體，提升其力量。
隼人
配音：浦和惠（日本）；傅其慧（台灣）；魏惠娥（香港）
與百合住在同個社區的少年。喜歡百合。
橘真由美
配音：天野由梨（日本）；曾佩儀（香港）

## 光之美少女的用具
心靈種子（Heart Seed）
每次打敗敵人後可從精靈生出一顆心靈種子，並藉由「心靈之壺（Heart Pot）」來收集。將心靈種子放入心之香水中，變成有着色光芒的神聖香水。不同顏色的心靈種子有着不同的能力，使用心靈種子的人可以得到心靈種子的力量。
紅色種子會讓使用的人的速度變快。
藍色種子會讓使用的人有心情愉悅的效果。
粉紅色種子會讓使用的人集中精力。
心靈之壺（Heart Pot）
初期只用作收集心靈種子，後期成為月光天使的變身器具。
光之美少女的變身器具
光之美少女可從精靈夥伴得到一顆「光之種子（Precure Seed）」放入「心之香水（Heart Perfume）」變身，陽光天使則用「閃耀香水（Shiny Perfume）」變身。月光天使在失去妖精後，改以「心靈之壺（Heart Pot）」進行變身。
光之美少女的武器
花蕾天使、海洋天使、月光天使和暗之美少女釋放花苞似絕招的武器統稱花朵魔法棒（フラワータクト，Flower Tact），而陽光天使的武器為閃耀鈴鼓（シャイニータンバリン，Shiny Tambourine）。
撼心幻影鏡（Heartcatch Mirage）
存放在光之美少女城堡的神秘用具，而城堡位於植物園的某一處。按照古代留下來的傳統，每一代光之美少女均需要在此打倒上一代的光之美少女才可以獲得，同時每當有光之美少女前往城堡接受考驗時心之大樹亦會出現在城堡的上空守護她們。花朵天使曾藉由「撼心幻影鏡（Heartcatch Mirage）」的力量和沙漠之王杜恩在最後一刻打成平手並將他的力量全部封印，可是因為超過力量的極限使她的變身器具及光之種子破裂令她以後也不可以再變身。後來因為花朵天使不忍與蕾戰鬥所以派出可貝迎戰花蕾天使、海洋天使及陽光天使。她們打敗可貝後和百合（未變身）聯手獲得撼心幻影鏡。故事後期四位光之美少女為了進一步增強力量打敗沙漠使徒而再次前往光之美少女城堡接受撼心幻影鏡的最後考驗，需要她們了解清楚自己並且學會接受負面的自己，在通過最後考驗之後所有光之美少女均會在城堡留下自己的石像，同時發動撼心幻影鏡的力量。
光之美少女可藉由撼心幻影鏡力量的反射，進化成為超級幻影（Super Silhouette），服裝變為淨白，背後增加心型光環。在最後一集中，全體藉由撼心幻影鏡力量的反射合為一體，變身為無限幻影（Infinity Silhouette）。幻化為身穿巨大淨白禮服的光之美少女，帶着花瓣飛行。另外，第32話中揭露月光天使在故事開始時前往光之美少女城堡希望獲得撼心幻影鏡來打敗沙漠之王杜恩，卻被出現在心之大樹旁邊的暗之美少女發現，結果導致月光天使為了保護心之大樹而戰敗。
撼心幻影鏡除了可以賜予光之美少女無限的力量從而令她們增強戰鬥能力之外，還可以將人送去心之大樹、觀察人的心之花的情況以及顯示心之大樹的位置及情況。

## 主題曲
片頭曲
Alright！
作詞：六ツ見純代、作曲：高取秀明、編曲：籠島裕昌、歌：池田彩
第5話至第7話片頭曲有使用到《光之美少女 All Stars DX2 希望之光☆守護彩虹寶石！》的部分畫面。
第37話至第41話片頭曲有使用到《光之美少女：甜蜜天使—花都奇遇》的部分畫面。
片尾曲
（第1話—第24話）
作詞：六見純代、作曲：marhy、編曲：久保田光太郎、歌：工藤真由
「Tomorrow Song 〜〜」（第25話—第49話）
作詞：六見純代、作曲：高取秀明、編曲：籠島裕昌、歌：工藤真由
台灣片尾曲
作詞：六見純代、作曲：marhy、編曲：久保田光太郎、歌：蝴蝶姐姐

## 插入曲
OST1 〜Future Flower〜（第4話、第24話、第25話）
作詞：六ツ見純代、作曲：高梨康治、編曲：水谷廣實、歌：花咲蕾／Cure Blossom（水樹奈奈）
OST2（第8話、第19話）
作詞：六ツ見純代、作曲：高梨康治、編曲：藤澤健至、歌：來海繪里香／Cure Marine（水澤史繪）
OST3MOON 〜〜ATTACK（第35話、第47話）
作詞：六ツ見純代、作曲：高梨康治、編曲：藤澤健至、歌：月影百合／Cure Moonlight（久川綾）
OST4「HEART GOES ON」（第36話、第38話、第48話）
作詞：青木久美子、作曲：高取秀明、編曲：籠島裕昌、歌：工藤真由、池田彩
OST5「Power of Shine」（第46話）
作詞：六ツ見純代、作曲：高梨康治、編曲：藤澤健至、歌：明堂院樹／Cure Sunshine（桑島法子）

## 製作人員
- 企畫：西出將之（ABC）、松下洋子（ADK）、關弘美
- 製作人：吉田健一郎（ABC）、鶴崎（ADK）、梅澤淳稔
- 原作：東堂泉
- 連載：講談社《Nakayoshi》（漫画：上北雙子）
- 系列導演：長峯達也
- 系列構成：山田隆司
- 人物設計：馬越嘉彥
- 音樂：高梨康治
- 製作擔當：額賀康彥
- 美術設計：增田龍太郎
- 彩色設計：佐久間子
- 制作協力：東映
- 制作：ABC、ADK、東映動畫

## 各話列表
| 話數 | 標題 | 劇本     | 演出              | 作畫監督   | 美術                | 首播日期      |
| ---- | ---- | -------- | ----------------- | ---------- | ------------------- | ------------- |
| 1    |      | 栗山綠   | 長峯達也          | 馬越嘉彥   | 增田龍太郎          | 2010年 2月7日 |
| 2    |      | 栗山綠   | 黑田成美          | 小島彰     | 戶杉奈津子          | 2月14日       |
| 3    |      | 栗山綠   | 岩井隆央          | 伊藤智子   | 增田龍太郎          | 2月21日       |
| 4    |      | 米村正二 | 川田武範          | 川村敏江   | 須和田真            | 2月28日       |
| 5    |      | 成田良美 | 畑野森生          | 奧山美佳   | 井芹達朗            | 3月7日        |
| 6    |      | 伊藤睦美 | 勝間田具治        | 河野宏之   | 佐藤千惠            | 3月14日       |
| 7    |      | 栗山綠   | 小川孝治          | 為我井克美 | 增田龍太郎          | 3月21日       |
| 8    |      | 井上美緒 | 志水淳兒          |            | 增田龍太郎          | 3月28日       |
| 9    |      | 成田良美 | 境宗久            | 小島彰     | 井芹達朗            | 4月4日        |
| 10   |      | 米村正二 | 長峯達也          | 馬越嘉彥   | 須和田真            | 4月11日       |
| 11   |      | 伊藤睦美 | 岩井隆央          | 伊藤智子   | 佐藤千惠            | 4月18日       |
| 12   |      | 井上美緒 | 川田武範          | 奧山美佳   | 本田修              | 4月25日       |
| 13   |      | 栗山綠   | 座古明史          | 河野宏之   | 田中美紀            | 5月2日        |
| 14   |      | 成田良美 | 小川孝治          | 川村敏江   | 渡部葉              | 5月9日        |
| 15   |      | 米村正二 | 畑野森生          | 為我井克美 | 井芹達朗            | 5月16日       |
| 16   |      | 伊藤睦美 | 黑田成美          |            | 須和田真            | 5月23日       |
| 17   |      | 井上美緒 | 岩井隆央          | 小島彰     | 杦浦正一郎 齋藤信二 | 5月30日       |
| 18   |      | 米村正二 | 地岡公俊 中尾幸彥 | 青山充     | 增田龍太郎          | 6月6日        |
| 19   |      | 伊藤睦美 | 大塚隆史          | 奧山美佳   | 倉本章              | 6月20日       |
| 20   |      | 栗山綠   | 志水淳兒          | 河野宏之   | 渡部葉              | 6月27日       |
| 21   |      | 井上美緒 | 座古明史          | 稻上晃     | 井芹達朗            | 7月4日        |
| 22   |      | 米村正二 | 小村敏明 廣嶋秀樹 | 伊藤智子   | 增田龍太郎          | 7月11日       |
| 23   |      | 成田良美 | 畑野森生          | 馬越嘉彥   | 須和田真            | 7月18日       |
| 24   |      | 成田良美 | 境宗久            | 為我井克美 | 倉本章              | 7月25日       |
| 25   |      | 伊藤睦美 | 川田武範          | 小島彰     | 渡部葉              | 8月1日        |
| 26   |      | 井上美緒 | 岩井隆央          |            | 井芹達朗            | 8月8日        |
| 27   |      | 米村正二 | 小川孝治          | 青山充     | 杦浦正一郎 大谷正信 | 8月15日       |
| 28   |      | 成田良美 | 黑田成美          | 奧山美佳   | 佐藤千惠            | 8月22日       |
| 29   |      | 伊藤睦美 | 織本牧子          | 稻上晃     | 須和田真            | 8月29日       |
| 30   |      | 井上美緒 | 大塚隆史          | 河野宏之   | 田中美紀            | 9月5日        |
| 31   |      | 米村正二 | 地岡公俊 廣嶋秀樹 | 青山充     | 井芹達朗            | 9月12日       |
| 32   |      | 成田良美 | 座古明史          | 伊藤智子   | 渡部葉              | 9月19日       |
| 33   |      | 栗山綠   | 畑野森生          | 為我井克美 | 佐藤千惠            | 9月26日       |
| 34   |      | 栗山綠   | 小川孝治          | 馬越嘉彥   | 須和田真            | 10月3日       |
| 35   |      | 伊藤睦美 | 岩井隆央          |            | 須和田真            | 10月10日      |
| 36   |      | 井上美緒 | 黑田成美          | 小島彰     | 井芹達朗            | 10月17日      |
| 37   |      | 米村正二 | 境宗久 畑野森生   | 奧山美佳   | 渡部葉              | 10月24日      |
| 38   |      | 米村正二 | 長峯達也          | 稻上晃     | 佐藤千惠            | 10月31日      |
| 39   |      | 成田良美 | 地岡公俊 廣嶋秀樹 | 河野宏之   | 浦正一郎            | 11月14日      |
| 40   |      | 栗山綠   | 織本牧子          |            | 井芹達朗            | 11月21日      |
| 41   |      | 伊藤睦美 | 小川孝治          | 山岡直子   | 須和田真            | 11月28日      |
| 42   |      | 井上美緒 | 植田秀仁 廣嶋秀樹 | 伊藤智子   | 渡部葉              | 12月5日       |
| 43   |      | 成田良美 | 植田秀仁 岩井隆央 | 為我井克美 | 佐藤千惠            | 12月12日      |
| 44   |      | 栗山綠   | 畑野森生          | 小島彰     | 田中美紀            | 12月19日      |
| 45   |      | 伊藤睦美 | 黑田成美 廣嶋秀樹 | 奧山美佳   | 杦浦正一郎 大谷正信 | 12月26日      |
| 46   |      | 井上美緒 | 織本牧子 地岡公俊 |            | 井芹達朗            | 2011年 1月9日 |
| 47   |      | 米村正二 | 小川孝治          | 河野宏之   | 須和田真            | 1月16日       |
| 48   |      | 栗山綠   | 長峯達也 廣嶋秀樹 | 馬越嘉彥   | 田中美紀            | 1月23日       |
| 49   |      | 栗山綠   | 長峯達也          | 馬越嘉彥   | 田中美紀            | 1月30日       |

## 播放電視台
| 播放地區       | 播放電視台     | 播放日期                      | 播放時間             | 所屬聯播網     | 備註      |
| -------------- | -------------- | ----------------------------- | -------------------- | -------------- | --------- |
| 近畿廣域圈     | 朝日放送       | 2010年2月7日 - 2011年1月30日  | 星期日 8:30 - 9:00   | 朝日電視台系列 | 同時      |
| 關東廣域圈     | 朝日電視台     | 2010年2月7日 - 2011年1月30日  | 星期日 8:30 - 9:00   | 朝日電視台系列 | 同時      |
| 中京廣域圈     | 名古屋電視台   | 2010年2月7日 - 2011年1月30日  | 星期日 8:30 - 9:00   | 朝日電視台系列 | 同時      |
| 靜岡縣         | 靜岡朝日電視台 | 2010年2月7日 - 2011年1月30日  | 星期日 8:30 - 9:00   | 朝日電視台系列 | 同時      |
| 鳥取縣、島根縣 | 山陰放送       | 2010年2月13日 - 2011年2月5日  | 星期六 11:15 - 11:45 | TBS系列        | 延遲6日   |
| 宮崎縣         | 宮崎放送       | 2010年7月20日 - 2011年7月12日 | 星期二 15:30 - 16:00 | TBS系列        | 延遲156日 |

| 台灣 東森幼幼台 星期五 17:30-18:00節目 2012年11月10日起改為星期六17:00-17:30 2013年2月9日暫停播出 2013年3月23日起改為星期六15:00-15:30 | 台灣 東森幼幼台 星期五 17:30-18:00節目 2012年11月10日起改為星期六17:00-17:30 2013年2月9日暫停播出 2013年3月23日起改為星期六15:00-15:30 | 台灣 東森幼幼台 星期五 17:30-18:00節目 2012年11月10日起改為星期六17:00-17:30 2013年2月9日暫停播出 2013年3月23日起改為星期六15:00-15:30 |
| --- | --- | --- |
| | 光之美少女 甜蜜天使！ （2012年5月25日－2013年5月4日）                                                                                  | |
| 海綿寶寶 重播 | 海綿寶寶 重播 | |
| 台灣東森幼幼台 星期二 03:45-05:00節目                                                                                                  | | |
| 遊戲王怪獸之決鬥 03:30-04:00 ↓ 藍色小精靈 04:00-04:30 ↓ 海綿寶寶 04:30-06:00                                                           | 光之美少女 甜蜜天使！電影版 花之都時尚大作戰 （2013年7月30日）                                                                         | 幸福精靈FRESH！電影版玩具王國的秘密 |

| 香港 翡翠台 星期二、三 17:20-17:50節目 2013年2月27日、6月11日停播                                          | 香港 翡翠台 星期二、三 17:20-17:50節目 2013年2月27日、6月11日停播 | 香港 翡翠台 星期二、三 17:20-17:50節目 2013年2月27日、6月11日停播                 |
| --- | ----------------------------------------------------------------- | --------------------------------------------------------------------------------- |
| | 光之美少女：甜蜜天使 （2013年1月8日－7月2日）                     |                                                                                   |
| 寶石寵物III                                                                                                | 寶石寵物IV                                                        |                                                                                   |
| 香港 無綫兒童台 星期六、日 07:30-08:00節目 2013年12月22日起改為星期日 07:30-08:30 2014年5月11日07:30-08:00 |                                                                   |                                                                                   |
| 奇幻魔法MelodyIV                                                                                           | 光之美少女：甜蜜天使 （2013年11月23日－2014年5月11日）            | 守護蛋精靈III                                                                     |
| 香港 TVB兒童台 星期六 20:30-22:00節目                                                                      |                                                                   |                                                                                   |
| 光之美少女 All Stars DX2 希望之光☆守護彩虹寶石！                                                           | 光之美少女：甜蜜天使-花都奇遇 （2015年2月28日）                   | -                                                                                 |
| 香港 TVB兒童台 星期一至五 09:00-09:30節目 3月23日起09:30-10:00                                             |                                                                   |                                                                                   |
| 幪面戰士                                                                                                   | 光之美少女：甜蜜天使 第1－21集 （2015年3月3日－3月31日）          | 電視台於2015年4月1日起終止播映                                                    |
| 香港 TVB Window 星期六、日 08:30-09:00節目                                                                 |                                                                   |                                                                                   |
| 夢想成真 （星期六）蘇GOOD （星期日）                                                                       | 光之美少女：甜蜜天使 第22－49集 （2015年4月4日－7月5日）          | 星光少女·彩虹舞台                                                                 |
| 香港 翡翠台 星期一 09:10-10:35節目                                                                         |                                                                   |                                                                                   |
| 交易現場滬港互通超級勁歌推介快樂長門人書劍恩仇錄 重播紫釵奇緣 重播 (09:00－11:30)                          | 光之美少女：甜蜜天使－花都奇遇 （2015年9月28日）                  | 交易現場滬港互通超級勁歌推介快樂長門人書劍恩仇錄 重播紫釵奇緣 重播 (09:00－11:30) |
| 香港 翡翠台 星期一至五 15:45 - 16:15，15:50 - 16:20節目                                                    |                                                                   |                                                                                   |
| 紙箱戰機W 重播，1期最終回前特輯+W第1－58集                                                                 | 光之美少女：甜蜜天使 重播 （2016年7月18日－9月22日）              | 星光少女·彩虹舞台 重播                                                            |
| 香港 翡翠台 星期二 09:15-10:45節目                                                                         |                                                                   |                                                                                   |
| 交易現場深港滬通超級勁歌推介快樂長門人包青天 重播紅高粱 重播 (09:00 - 11:30)                               | 光之美少女：甜蜜天使－花都奇遇 重播 （2017年5月30日）             | 交易現場深港滬通超級勁歌推介快樂長門人包青天 重播紅高粱 重播 (09:00 - 11:30)      |

## 劇場版

### 劇場版 光之美少女：甜蜜天使！超級時尚秀在花之都...真的嗎！？

- 日本上映日期：2010年10月30日
- 中國上映日期：2011年12月3日[2]
- 本作是香港最後一部播放的平成光之美少女劇場版作品，亦是最後一部在無綫電視播放的光之美少女劇場版作品。

票房收入：9.3億日圓

#### 故事簡介
沙羅曼達男爵和路伽努站在艾菲爾鐵塔之上，並且說他因為已經完全恢復力量所以一定會破壞世界，路伽努決定奪取男爵的紅水晶然後逃走並背叛他，男爵逐派出史納奇追趕他。與此同時蕾、樹、百合與繪里香一家前往巴黎參加時裝表演，蕾在迷路之際無意中遇到一名銀髮男孩（即路伽努）並且看見史納奇正在追趕他，路伽努將蕾帶至安全地方之後蕾繼續跟蹤他並且被指罵。此時沙羅曼達男爵突然出現並通過史納奇強行召喚出他的心之花讓沙漠異形現身，蕾與趕到的繪里香和樹立即變身成為光之美少女拯救路伽努並決定保護他。雖然沙羅曼達男爵曾經說過「想不到在這個時代也會有Precure 」，不過電影後期百合變身月光天使的時候變身種子依然藉由心之大樹與心靈之壺的力量修復；同時百合向路伽努表示自己的爸爸好像在法國失蹤，而且她已經超過三年沒有見過他了（因此她告誡路伽努千萬不要做出一些會令自己後悔的事情）。這代表時間上此次巴黎之旅發生在四位光之美少女發動撼心幻影鏡的力量後與地球被杜恩變成沙漠之間。另外於TV版第45話也顯示了巴黎街頭的人群在逃跑加上地標凱旋門以及整個城市全部變成沙漠的畫面。

#### 登場人物
奧利華（Olivier）
配音：大谷育江（日本）；劉如蘋（台灣）；梁少霞（香港）
蕾在巴黎遇見的銀髮男孩，因拿走了沙羅曼達男爵的紅水晶而被其追趕，在月圓之夜有變身成為狼人的神祕力量。 實為沙羅曼達男爵的手下，原名為路伽努（Loup-Garou）。當完全變成狼人時，就會只聽從沙羅曼達男爵的指示，並無條件替其做任何事。另外他在背叛男爵的時候曾經稱呼其為「爸爸」，並且慨嘆為何男爵總是聽不明白自己所說的（即不要破壞這個世界，因為男爵已經完全恢復力量了）。不過電影後期揭露他年幼的時候在教堂向大天使米迦羅大人祈禱希望其愿望可以被實現，卻無意中聽到被封印的男爵的聲音；繼而解開封印並被他訓練成為手下（包括在他的頭上植入可讓其變身成為狼人的粉紅水晶），而且他本人其實不愿意被男爵帶着周圍去。心靈之花為「丹桂」。
原名中的路伽努即為法语的「狼人」之意。
沙羅曼達男爵（Baron Salamander）
配音：藤原啟治（日本）；陳彥鈞（台灣）；關令翹（香港）
曾是沙漠使徒的成員之一的神祕男性，因被第一代光之美少女守護天使（キュアアンジェ，Cure Ange）打敗而沉睡四百年的敵人，一直在準備進行復仇計劃，企圖炸毀整個巴黎，其真面目是一條巨大的噴火龍。手中拐杖頂端的紅水晶能釋放火燄。最終被全體光之美少女以撼心交響曲淨化。最後與奧利華一起去旅行。
於TV版第48話顯示讓月影博士戴上控制心智面具也是杜恩指使沙羅曼達男爵的傑作。
後來在DX3中復活，與玩具魔神聯手交戰夏妮露米納斯、火天使、星天使、紫天使、鳳梨天使、百香果天使、陽光天使和月光天使，最後超獸化被花蕾天使、海洋天使、陽光天使和月光天使先後以光之美少女 銀白強力音波、光之美少女 閃耀超強音波再度消滅。
沙羅曼達為英语的「火蠑螈」之意。

#### 主題曲
片頭曲：「Alright！ハートキャッチプリキュア！for the Movie」
作詞：六ツ見純代、作曲：高取秀明、編曲：籠島裕昌、歌：池田彩 with Heartcatch 光之美少女
片尾曲：「Tomorrow Song 〜あしたのうた〜 for the movie」
作詞：六ツ見純代、作曲：高取秀明、編曲：籠島裕昌、歌：工藤真由 with Heartcatch 光之美少女

#### 製作人員
- 原作：東堂泉
- 監督：松本理惠
- 編劇：栗山綠
- 人物設計：馬越嘉彥、上野賢

### All Stars 系列電影
主條目：All Stars 系列電影
- All Stars DX2 上映於本作播出時，因此以本作故事初期設定為準。

光之美少女 All Stars DX2 希望之光☆守護彩虹寶石！
光之美少女 All Stars DX3 傳達到未來！連結世界☆彩虹之花！
光之美少女 All Stars New Stage 未來的朋友
光之美少女 All Stars New Stage2 心之朋友
光之美少女 All Stars New Stage3 永遠的朋友
光之美少女 All Stars 春之嘉年華♪
光之美少女 All Stars 大家歌唱吧♪奇跡的魔法！
HUG！光之美少女♡光之美少女 All Stars Memories
電影 Tropical-Rouge！光之美少女 雪之公主與奇蹟的戒指！
光之美少女 All Stars F

## 外部連結
- Heartcatch 光之美少女！（页面存档备份，存于）（ABC）
- Heartcatch 光之美少女！（页面存档备份，存于）（東映動畫）
- 電影 光之美少女：甜蜜天使！超級時尚秀在花之都...真的嗎！？（页面存档备份，存于）（東映動畫）
- Heartcatch 光之美少女！ （页面存档备份，存于）（東京都會電視台）